# NGC 1530

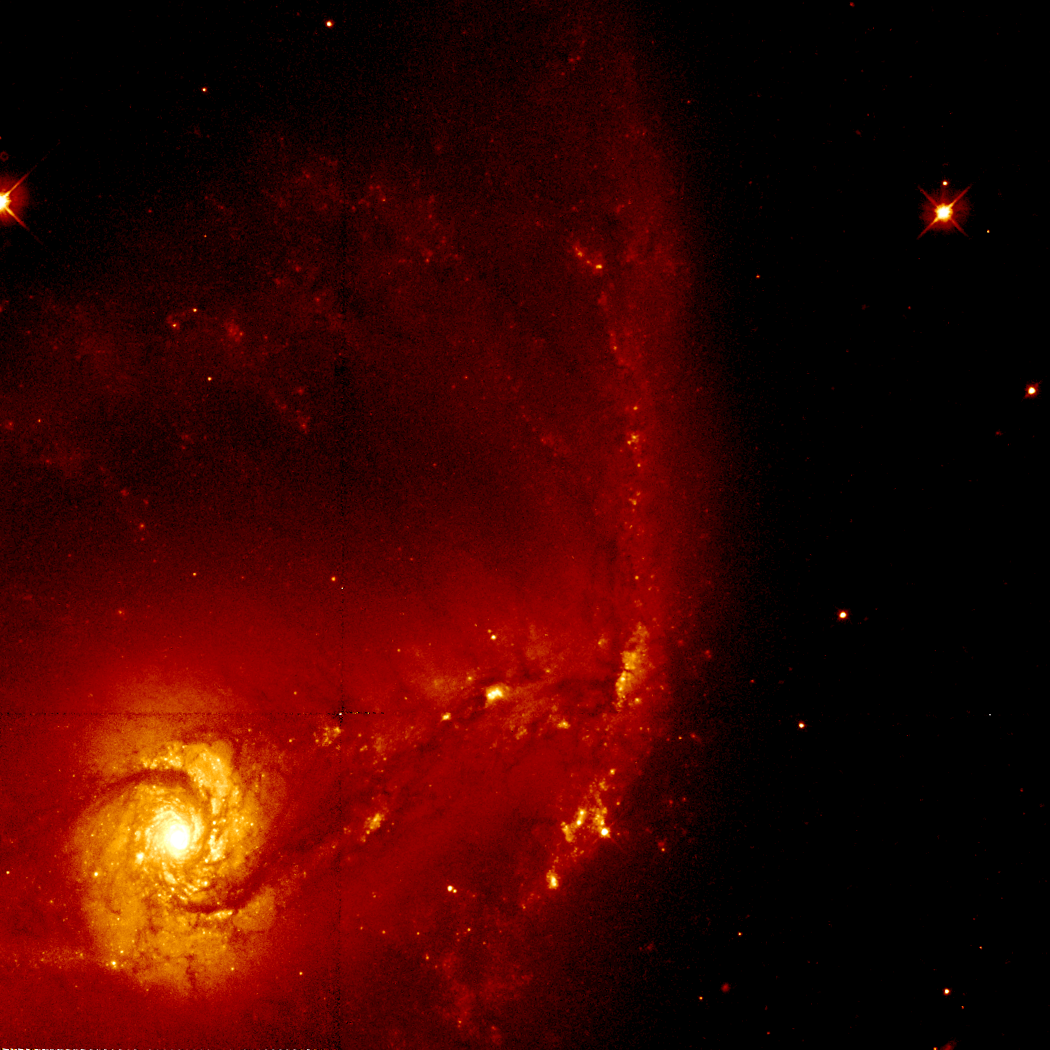
Detailstudie des Zentrums und eines Arms von NGC 1530 mit dem Hubble-Weltraumteleskop

NGC 1530 ist eine  Balkenspiralgalaxie vom Hubble-Typ SBb im Sternbild Giraffe am Nordsternhimmel. Sie ist rund 116 Millionen Lichtjahre von der Milchstraße entfernt und hat einen Durchmesser von etwa 155.000 Lichtjahren. Mehrere Messungen, die nicht auf der Rotverschiebung basieren, ergeben einen Abstand von 21,7 ± 6,6 Mpc (etwa 80 Millionen Lichtjahre). Zusammen mit IC 381 bildet es wahrscheinlich ein interagierendes Galaxienpaar.
Die Galaxie wurde vom Astronomen Wilhelm Tempel 1876 mit einem Amici-Refraktor mit 283 mm Apertur entdeckt.